# Gaahls Wyrd
Gaahls Wyrd és una banda de black metal amb seu a Bergen, Noruega, formada per Gaahl, antic vocalista de Gorgoroth i God Seed.

## Història
El setembre de 2015 (un mes després de l'últim espectacle de God Seed), Gaahl va anunciar la seva nova banda, Gaahls Wyrd, que va tocar el seu primer concert en directe al Festival Blekkmetal de Noruega el 13 de novembre de 2015.
Pel que fa a la formació de la nova banda, Gaahl va declarar:
| « | (anglès) Estic molt content amb el que hem fet junts jo i Tom. Hem creat moltes bones cançons, però crec que la diferència entre nosaltres és probablement la raó per la qual he creat aquesta nova banda. He fet moltes de les meves cançons preferides que he creat a God Seed i he portat amb mi un d'aquests personatges d'aquesta banda. | (català) Estic molt content amb el que hem fet junts jo i Tom. Hem creat moltes bones cançons, però crec que la diferència entre nosaltres és probablement la raó per la qual he creat aquesta nova banda. He fet moltes de les meves cançons preferides que he creat a God Seed i he portat amb mi un d'aquests personatges d'aquesta banda. | » |
| — | | |   |

Des de la seva formació, Gaahls Wyrd ha estat de gira constantment; el seu repertori consta de cançons seleccionades dels projectes passats de Gaahl, incloent-hi temes d'⁣Incipit Satan, Twilight of the Idols i Ad Majorem Sathanas Gloriam de Gorgoroth, l'⁣àlbum debut de God Seed i temes variats de Trelldom. També han comptat amb una varietat d'intèrprets convidats als seus espectacles.
El 2016 van publicar imatges de la seva actuació debut.
El 2017, el bateria Baard Kolstad va deixar la banda i va ser substituït per Kevin Kvåle, alias "Spektre". El guitarrista Stian "Sir" Kårstad també va marxar l'any següent i va ser substituït per Ole Hartvigsen de Kampfar per a actuacions en directe. Tots dos membres van abandonar la banda per motius no revelats.
L'1 de desembre de 2017, la banda va llançar de manera independent un EP numerat a mà de 12 polzades titulat Bergen Nov '15 i va incloure sis temes en directe que es van interpretar i gravar durant el seu debut en directe el 2015; comptava amb Kvitrafn a la veu i tocant la zanfona com a convidat per al primer tema. Es va vendre exclusivament al Vardøger European Tour 2017 amb Auðn i The Great Old Ones i es va limitar a 1000 còpies. El 4 de maig de 2018 es va reeditar i es va fer àmpliament disponible en format CD a través de Season of Mist. Al setembre d'aquell mateix any, la banda també va anunciar la seva signatura amb Season of Mist per llançar el seu àlbum debut.
La banda va anunciar una gira europea de dos mesos de durada amb la banda sueca Tribulation i les bandes nord-americanes Uada i Idle Hands anomenada "Northern Ghosts Tour" que va començar el 21 de febrer de 2019 i va acabar el 10 de març.
El senzill promocional de la banda "Ghosts Invited" es va publicar en línia el 7 de febrer i va revelar que el nom del seu àlbum debut serà GastiR - Ghosts Invited i es publicarà el 31 de maig de 2019; l'àlbum es va gravar durant tot l'any 2018 als estudis Solslottet de Noruega amb Iver Sandøy de Enslaved, encara que la major part de la música va ser escrita i reproduïda per Lust Kilman i Eld ja el 2016. El segon senzill promocional "From the Spear" va ser llançat el 13 de març. El 16 d'abril la banda va llançar el seu primer videoclip per a la cançó "Carving the Voices" que va ser dirigida, rodada i editada per Troll Toftenes. GastiR - Ghosts Invited es va llançar a plataformes digitals el 24 de maig de 2019 i en mitjans físics la setmana següent. La banda també ha continuat actuant en directe i participaria en diversos festivals. La banda també va revelar que Blasphemer of Aura Noir i VLTIMAS s'havien unit a la banda com a segon guitarrista en directe des que Ole Hartvigsen va haver de tornar a Kampfar per a les seves actuacions en directe en suport del seu nou àlbum. Eriksen marxaria més tard per centrar-se en les seves bandes, i va ser substituït per Andreas Fosse Salbu com a guitarrista en directe.
El desembre de 2019, GastiR - Ghosts Invited va ser classificat com el tercer millor àlbum de metall de l'any per la revista nord-americana Rolling Stone i el 7 de febrer de 2020, va ser nominat com a Millor àlbum de metall al premi de música noruec Spellemannsprisen. A causa de l'esclat de Covid-19 i el següent confinament nacional durant la primavera del 2020, el lliurament de premis Spellemannsprisen es va cancel·lar fins a nou avís. Uns mesos més tard, es va anunciar que Gaahls Wyrd havia guanyat el premi Spellemann al millor àlbum de metall del 2019.

## Membres de la banda
Membres actuals
- Gaahl (Kristian Espedal) - veu (2015-present)
- Lust Kilman (Ole Walaunet) - guitarra (2015-present)
- Eld (Frode Kilvik) - baix (2015-present)
- Spektre (Kevin Kvåle) - bateria (2017-present)

Antics membres
- Baard Kolstad - bateria (2015-2017)
- Sir (Stian Kårstad) - guitarra (2015-2018)

Membres en directe
- Andreas Fosse Salbu - guitarres (2019-present)
- Ole Hartvigsen - guitarres (2018-2019)
- Blasphemer - guitarres (2019)

## Discografia

### Àlbums d'estudi
- GastiR - Ghosts Invited (2019)[16]

### Àlbums en directe
- Bergen Nov '15 (2017)

### EPs
- The Humming Mountain (2021)[17]

### Senzills
- Ghosts Invited (2019)[18]
- From the Spear (2019)
- Carving the Voices (2019)